# Rappoltstein (Adelsgeschlecht)

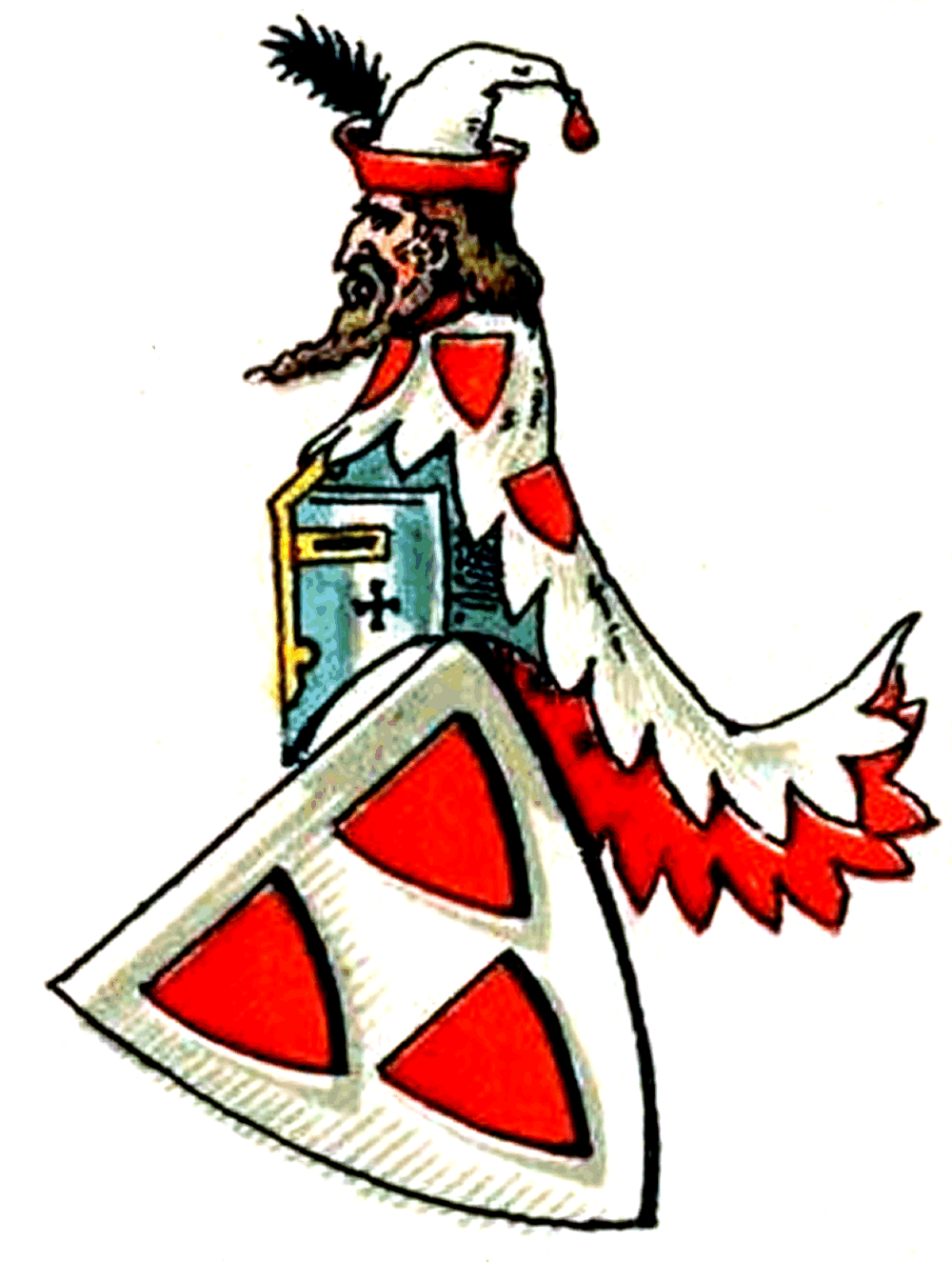
Stammwappen der Herren zu Rappoltstein

Die Herren zu Rappoltstein (französisch Ribeaupierre) waren ein niederes Adelsgeschlecht, das im Elsass von 1038 bis 1673 in und um Rappoltsweiler, dem heutigen Ribeauvillé, herrschte. Der letzte Rappoltsteiner in männlicher Linie, Johann Jacob (1598–1673), wurde in den Grafenstand erhoben.  Nach seinem Tod fiel sein Besitz an das Haus Pfalz-Birkenfeld-Bischweiler-Rappoltstein. Nach dem Rückzug der Wittelsbacher aus der Pfalz und dem Elsass übernahmen die Fürsten von Waldeck-Pyrmont auf Grund von vagen Erbansprüchen den zusätzlichen Titel „Graf zu Rappoltstein“.

## Anfänge der Herrschaft Rappoltstein
Johann Daniel Schöpflin beschreibt in seinem Werk: Alsatia Diplomatica, dass das Gebiet um Rappoltsweiler vor dem Jahre 1084 den Grafen von Egisheim gehört habe und dass Adelheid von Egisheim eine Schwester des Grafen Gerhard I. von Egisheim war und aus dem Haus der Matfriede stammte. Diese Angaben gelten jedoch als ungewiss. Sie wären jedoch folgenreich, da sie eine Verwandtschaft der Rappoltsteiner zum Geschlecht der Staufer bedeuteten.
Einige Historiker bezeichneten Adelheid, die Mutter des späteren Kaisers Konrad II., auch als „Adelheid vom Elsass“, was die obengenannte Theorie stützt. Sie war verheiratet mit Heinrich, Graf von Speyer und vererbte (nach Schöpflin) die Grafschaft Egisheim ihrem Sohn, wodurch das Gebiet in den Besitz der Salier-Kaiser kam.
Ein Enkel Kaiser Konrads II. war Kaiser Heinrich IV., der im Jahr 1084 das Gebiet dem Bistum Basel als Besitz übertrug, weil Bischof Burkhard von Fenis ihn treu auf seinem Gang nach Canossa begleitet hatte. Mit dieser Schenkung beginnt die Geschichtsschreibung der Herrschaft Rappoltstein und der Burg Hohrappoltstein, denn die Basler Bischöfe gaben dieses Territorium wiederum den Herren zu Rappoltstein zu Lehen. Kaiser Heinrich V. nahm diese Schenkung allerdings im Jahr 1114 zurück, aber diese Entscheidung wurde 1162 von Friedrich I. wieder revidiert und das Gebiet blieb im Besitz des Bistums.
| I   | Heinrich Graf von Speyer * um 970 † um 1000 | ⚭ Adelheid von Egisheim * um 970 † 1040? | 2 Kinder: (1.) Konrad II. (s. II)     |
| II  | Kaiser Konrad II. * um 990 † 4. Juni 1039   | ⚭ Gisela von Schwaben                    | 3 Kinder: (1.) Heinrich III. (s. III) |
| III | Kaiser Heinrich III. * 1017 † 1056          | ⚭ Agnes von Poitou                       | 5 Kinder: (4.) Heinrich IV. (s. IV)   |
| IV  | Kaiser Heinrich IV. * 1050 † 1106           | ⚭ Bertha von Turin                       | 5 Kinder: (5.) Heinrich V.            |

## Geschichte des Hauses Rappoltstein

### Die Herrschaft Rappoltstein: ältere Linie (1022–1157)
Der Name „Herr zu Rappoltstein“ ist älter als die Übertragung des Lehens durch das Bistum Basel im Jahr 1084. Eine erste Überlieferung des Titels stammt nach Angabe des Turnierbuchs von Georg Rüxner – dem Historiker allerdings jeden Wahrheitsgehalt absprechen – aus dem Jahr 942, als sein Träger an Turnieren in Rot(h)enburg, Trier und Augsburg teilnahm. Die Teilnahme weiterer „Herren zu Rappoltstein“ an derartigen Turnieren ist auch für die Jahre 1019 und 1080 belegt. Aus dem Jahr 1038 ist überliefert, dass Re(g)inbold von Rappoltstein in einer Fehde Gerhard I. von Egisheim tötete.
Kuno von Rappoltstein nahm im Jahr 1148 unter Konrad III. am Zweiten Kreuzzug teil. Es ist überliefert, dass neben Kuno selbst auch drei weitere Rappoltsteiner sowie Kunos Neffen den Tod fanden. Damit war das Haus Rappoltstein ohne direkten männlichen Erben. Im Jahr 1157 starb mit Rainardus von Rappoltstein, der als Geistlicher in Straßburg lebte, die männliche Linie endgültig aus. Einzige Erbin war Emma (eventuell auch „Hemma“), Tochter von Adalbert II. zu Rappoltstein.
Größere Lücken in den Überlieferungen lassen kaum konkrete Angaben über die ältere Linie der Rappoltsteiner zu. Urkundlich belegt sind:
| A | NN von Rappoltstein                                           | ⚭ Bilitrud † um 1022    | 1 Sohn: Re(g)inbold I (s. B)       |
| B | Reinbold I. (oder Reginbold) von Rappoltstein, erw. 1022–1038 | ⚭ NN                    | Kinder nicht bekannt               |
| C | Adalbert I. (?) von Rappoltstein                              | ⚭ NN                    | 3 Kinder: (1.) Adalbert II. (s. D) |
| D | Adalbert II. von Rappoltstein † nach 1147                     | ⚭ Adelheid              | 4 Kinder: (4.) (H)Emma (s. E)      |
| E | Emma (oder Hemma) von Rappoltstein † 1156                     | ⚭ Egenolf von Urslingen | 3 Kinder: (2.) Ulrich I. (s. 1.2)  |

### Die Herrschaft Rappoltstein: jüngere Linie (1157–1651)
Durch Felix Hemmerlin (Malleolus) aus Zürich ist in einer um 1446 entstandenen Schrift namens „Dialogus de nobilitate“ folgende Geschichte überliefert: Während der Zeit Konrads III. (1138–1152) seien zwei von den Römern vertriebene Brüder, die Herzöge von Spoleto, nach Deutschland gekommen. Der eine habe in der Nähe von Rottweil die Burg Urslingen – weil er aus dem römischen Ursinergeschlecht stammte – erbaut und sei Herzog von Urslingen und nachmals von Schiltach genannt worden, der andere sei ins Elsass gezogen und habe dort die Herrschaft Rappoltstein erworben, den Herzogtitel abgelegt und sich fortan „Herr von Rappoltstein“ genannt. Beide Familienzweige würden noch das gleiche Wappen führen. Hemmerlins Angaben beruhen nach Meinung Karl Albrechts auf einer Abstammungssage. Jedenfalls behaupteten Maximin I. Smassmann (1484/85) und später Wilhelm II. von Rappoltstein (1514), dass ihre Vorfahren Herzöge von Spoleto gewesen seien.
Konrad von Schwaben, dessen Stammsitz Urslingen war und der von 1177 bis 1198 als Herzog von Spoleto eben dort lebte, kehrte nach Urslingen zurück, nachdem er durch Papst Innozenz III zum Verzicht auf sein Herzogtum gezwungen worden war. Fast zur gleichen Zeit wurde Egenolf von Urslingen in einer Vielzahl von Urkunden (1162–1188), die das Elsass betreffen, genannt. Es könnte sich um einen Verwandten Konrads II. von Schwaben, Herzog von Spoleto, gehandelt haben. Dieser Egenolf heiratete Emma, die Erbin der Rappoltsteiner Herrschaft, und wurde Stammvater der jüngeren Linie zu Rappoltstein. Egenolf von Urslingen war eine hoch angesehene Persönlichkeit im Heiligen Römischen Reich. 1162 wurde er zum Schultheißen von Piacenza ernannt und in Schriften aus den Jahren 1162 bis 1185 mehrfach als Zeuge von Entscheidungen und Beurkundungen Kaiser Friedrichs I. genannt.
Die belegte Geschichte der Herren von Rappoltstein beginnt 1219 mit Urkunden, in denen Anselm I. und Egenolf II., die Söhne von Ulrich I. von Urslingen, erstmals „von Rappoltstein“ genannt werden. Besagter Anselm I. verpflichtete sich im Jahr 1219 gegenüber Herzog Theobald von Lothringen, diesem mit seinen Burgen und Leuten beizustehen. Falls aber sein Bruder Egenolf, der sich zu dieser Zeit auf einem Kreuzzug befand, dem nicht zustimmen sollte, versprach Anselm, die Besitztümer mit Egenolf zu teilen und das Versprechen für seinen Teil einzuhalten.
Im Jahr 1227 verkauften Anselm I. und sein Neffe Ulrich II. ihre Rechte an der Burg Kaiserberg dem sizilianischen König Heinrich VII. Im Jahr 1293 begann König Adolf von Nassau die Belagerung von Rappoltsweiler (16. September), der „castris Rapolzstein“, also Burg Rappoltstein, (24. September) und der Stadt Colmar (6. Oktober 1293), die mit der Gefangennahme von Anselm II. endeten.
| 1.1  | 1156–1188 | Egenolf I., Herr von Urslingen       |
| 1.2  | 1188–1193 | Ulrich I., Herr von Urslingen        |
| 1.3  | 1193–1221 | Egenolf II., Herr von Rappoltstein   |
| 1.4  | 1193–1236 | Anselm I., Herr von Rappoltstein     |
| 1.5  | 1221–1242 | (Sohn NN)                            |
| 1.6  | 1221–1262 | Ulrich II., Herr von Rappoltstein    |
| 1.7  | 1236–1242 | Heinrich II., Herr von Rappoltstein  |
| 1.8  | 1262–1283 | Ulrich III., Herr von Rappoltstein   |
| 1.9  | 1262–1279 | Heinrich III., Herr von Rappoltstein |
| 1.10 | 1279–1283 | Ulrich IV., Herr von Rappoltstein    |
| 1.11 | 1279–1293 | Anselm II., Herr von Rappoltstein    |

#### Erste Teilung 1293 und 1298

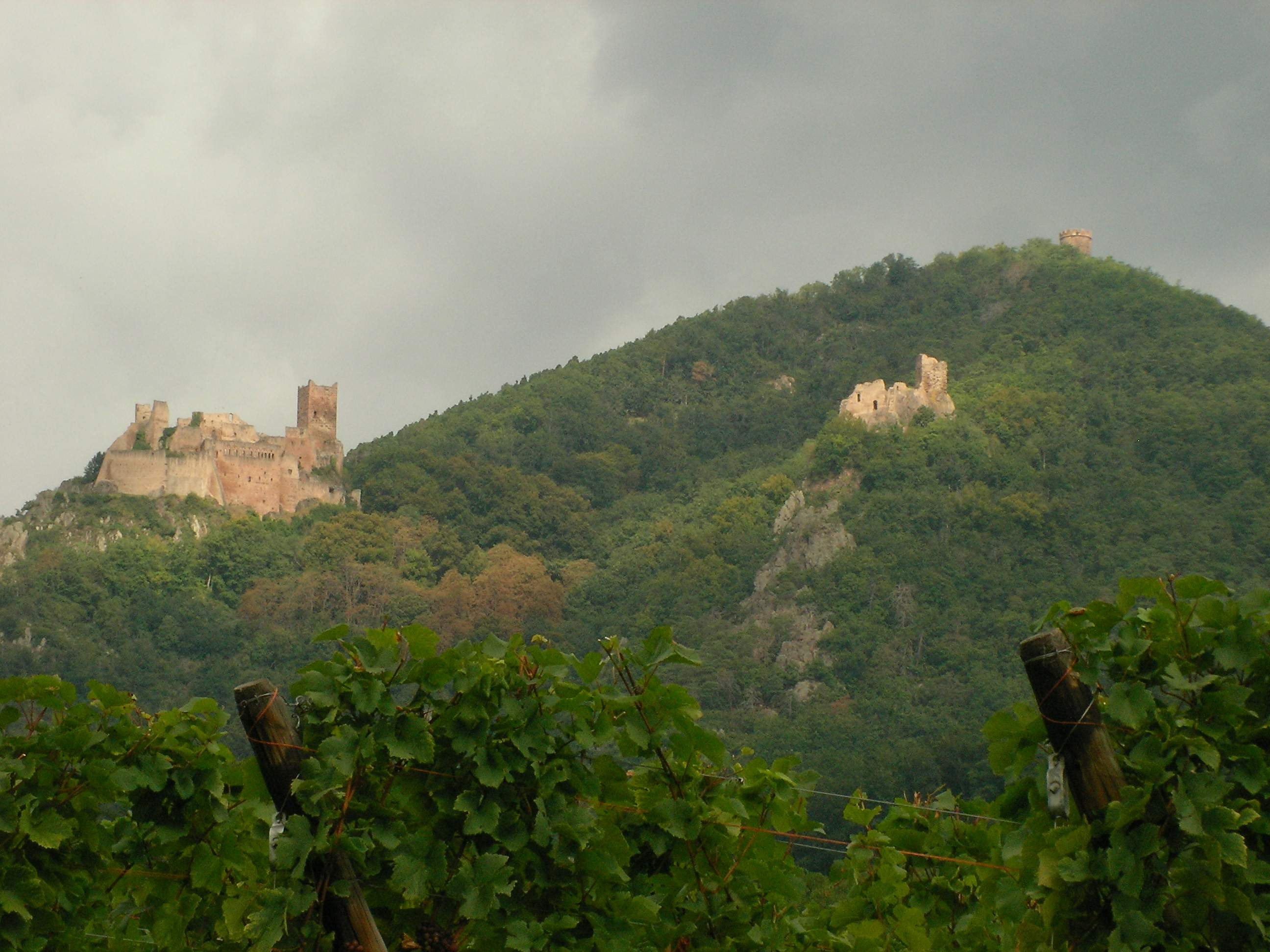
Ulrichsburg, Girsberg und Hohrappoltstein

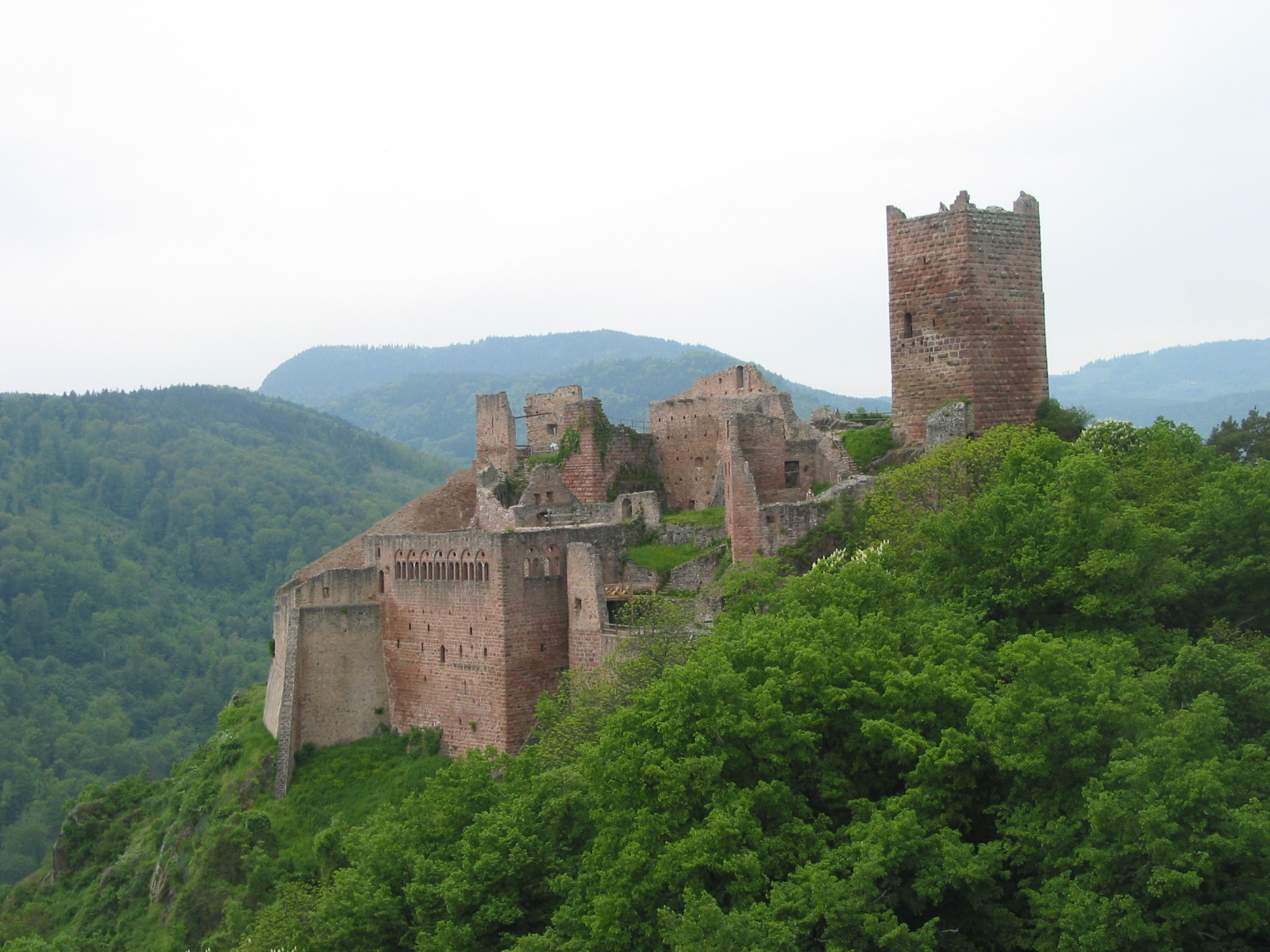
Die Ulrichsburg im heutigen Ribeauvillé

Offenbar war die Herrschaft Rappoltstein bis 1293 den Rappoltsteiner Herren gemeinsam zum Lehen, denn 1293 konfisziert König Adolf die Burgen (castris Rapolstein) in der Folge der Gefangennahme Anselms II.  Das bedeutet, dass Anselm II. als Erstgeborener die Verfügungsgewalt über Hoh-Rappoltstein, Girsberg und die Ulrichsburg besaß. Danach wurde das Territorium gedrittelt.
Die Drittelung des Territoriums geschah so, dass ein Drittel Anselms II., der Bruder Heinrichs IV. erhielt, ein Drittel fiel an Heinrich V., den Sohn des 1283 verstorbenen Bruders Ulrich IV., das letzte Drittel behielt König Adolf für sich. Welche Burg(en) und welche Teile des Territoriums Heinrich IV. und Heinrich V. zugesprochen wurden, geht aus den Urkunden nicht hervor. König Adolf behielt wahrscheinlich das Gebiet um Gemar für sich. Im Jahr 1296 wurde Anselm II. schließlich aus der Gefangenschaft entlassen und König Adolf gab sein Drittel an die Rappoltsteiner zurück, mit der Folge, dass im Jahr 1298 die Herrschaft Rappoltstein zwischen Anselm II., seinem Bruder Heinrich IV. und seinem Neffen Heinrich V. neu aufgeteilt wurde. Der Anselm II. zufallende Teil umfasste die Ulrichsburg, den Stein (Girsberg) und die ‚Neue Stadt‘ (Oberstadt), der Heinrich IV. zugesprochene Teil umfasste den Altenkasten (Hohrappoltstein) und die ‚Alte Stadt‘ (Unterstadt). Der Dritte, an den Neffen Heinrich V. fallende Teil, bestand hauptsächlich aus Burg Hohnack.

#### Die Jahre der Teilung bis 1338
1298 und in den Folgejahren wurde die Burg Hohen-Rappoltstein zusammen mit der Unterstadt Rappoltsweiler als einheitliches Lehen gesehen, parallel dazu galt die Ulrichsburg mit der Oberstadt Rappoltsweiler, teilweise auch den „Stein“ als anderes einheitliches Lehen.
Infolgedessen trugen die Rappoltsteiner Jahrzehntelange heftige Fehden mit den Herren von Giersberg, die eine Burg im Münstertal (Gemarkung Weier-im-Tal) besaßen, aus. Dieser Dauerkonflikt mit den Rappoltsteinern und gleichzeitige Auseinandersetzungen untereinander führten zu einer Schwächung der Giersberger. Dies fand seinen Ausdruck darin, dass
- 1303 Heinrich V., der Herr von Hohenack, mit dem Bau einer neuen Veste im Herrschaftsgebiet der Giersberger begann
- 1304 Die Giersberger ihre Stammburg (im Münstertal) Heinrich V. übergaben und dafür den „Stein“, der zum Lehen Ulrichsburg-Stein-Oberstadt gehörte, als Wohnsitz bezogen. Fortan trug der „Stein“ den Namen Giersberg.

Es wird vermutet, dass die Rappoltsteiner mit dieser Erwerbung eine Doppelstrategie verfolgten: einerseits konnten sie ihr Territorium nach Süden arrondieren, andererseits bekamen sie die Giersberger, die seit Ende des 13. Jahrhunderts zwar ihre Mannen waren, jedoch in ständigem Streit mit den Rappoltsteinern lagen, im Kernland ihres Herrschaftsgebietes besser unter Kontrolle. Dass der „Stein“ nicht Eigentum der Giersberger wurde, geht aus Urkunden aus den Jahren 1368, 1379 und 1392  hervor, die bezeugen, dass die Burg Giersberg weiterhin zum Lehen der Herren von Rappoltstein gehörte.
- 1309 König Heinrich VII. bestätigte den Brüdern Anselm II. und Heinrich IV. ihre Herrschaft
- 1311 Anselm II. besiegelte eine Verkaufsurkunde für die Marien-Kapelle „in den Thusenbach“
- 1316 Otto und Wilhelm von Giersberg bestätigten, dass sie ihre Stammburg im Münstertal an die Brüder Johannes III. und Heinrich VII. von Rappoltstein verkauft haben und erteilten den Rappoltsteinern das Vorkaufsrecht auf den „Stein“.
- 1317 Für den Fall, dass er kinderlos bliebe, versprach Heinrich V., Herr zu Hohenack, seinem Vetter Johannes III. d. J. die Pfirt’schen Lehen Hohenack und Judenburg
- 1318 Johannes III. d. J. löste in „vnserre frouwen capellen in dem Tussenbache“ eine Seelenmesse-Stiftung seines verstorbenen Bruders Heinrich VII. ab
- 1321 Heinrich V., Herr von Hohenack, beurkundete, dass Graf Ulrich von Pfirt ihm und seinem Vetter Johannes III. die Burgen Hohenack und Judenburg nebst allen Gütern als gemeinschaftliches Lehen gegeben habe.
- 1331 Kaiser Ludwig verkaufte seine und des Reiches Juden aus der Ober- und der Unterstadt für 400 Silbermark an Johannes II. d. Ä.
- 1337 Katharina, die Schwester der „Jungherren“ Johannes V. und Anselm IV, entsagten allen Erbansprüchen, es sei denn, ihre Brüder blieben kinderlos
- 1338 Johannes V. und Anselm IV. übertrugen im Falle ihres unbeerbten Ablebens alle Lehen an ihren Vetter Domherr Ulrich VI. zu Straßburg und die Kinder ihres Vetters Johannes II.
- 1338 Heinrich V., Herr zu Hohenack, gab die Judenburg dem Ritter Albrecht von Awelin zum Lehen

| Herren zu Hohen-Rappoltstein | Herren zu Hohen-Rappoltstein | Herren zu Hohen-Rappoltstein |  | Herren zu Groß-Rappoltstein und Hohenack | Herren zu Groß-Rappoltstein und Hohenack | Herren zu Groß-Rappoltstein und Hohenack |
| ---------------------------- | ---------------------------- | ---------------------------- |  | ---------------------------------------- | ---------------------------------------- | ---------------------------------------- |
| 2.1a                         | 1293–1313                    | Heinrich IV.                 |  | 2.1b                                     | 1293–1351                                | Heinrich V.                              |
| 2.2a                         | 1313–1318                    | Heinrich VII.                |  | 2.2b                                     | 1298–1311                                | Anselm II.                               |
| 2.3a                         | 1313–1335                    | Johannes III.                |  | 2.3b                                     | 1311–1351                                | Johannes II.                             |
| 2.4a                         | 1335–1338                    | Johannes V.                  |  |                                          |                                          |                                          |
| 2.5a                         | 1335–1338                    | Anselm IV.                   |  |                                          |                                          |                                          |

### Die Zeit von der Zusammenführung 1338 bis 1368
| Herren zu Rappoltstein | Herren zu Rappoltstein | Herren zu Rappoltstein |
| ---------------------- | ---------------------- | ---------------------- |
| 3.1                    | 1338–1377              | Ulrich VI.             |
| 3.2                    | 1338–1368              | Johannes IV.           |
| 3.3                    | 1338–?                 | Ulrich VII.            |
| 3.4                    | 1338–1368              | Bruno I.               |
| 3.5                    | 1341–1342              | Ulrich V.              |
| 3.6                    | 1351–1362              | Johannes II.           |

#### Zweite Teilung 1368
Herren zu Hohen-Rappoltstein
- 1368–1398 Bruno I.
- 1398–1431 Ulrich VIII.
- 1398–1436 Maximin I. Smassmann

Herren zu Groß-Rappoltstein und Hohenack
- 1368–1377 Ulrich VII. ⚭ Gräfin Herzlaude Loveline von Fürstenberg-Haslach, (Schwester des Grafen Hug von Fürstenberg-Haslach)
- 1377–1397 Herzlaude von Groß-Rappoltstein ⚭ 1. Graf Heinrich III. von Saarwerden († 1397); 2. (1398) Graf Johann von Lupfen († 1436)
- 1398–1419 Johann Graf von Lupfen
- 1419–1436 Johann Graf von Lupfen (nur noch) Herr zu Hohenack

#### Wiedervereinigung 1436
Herren zu Rappoltstein und Hohenack
- 1436–1451 Maximin I. Smassmann
- 1451–1456 Kaspar
- 1451–1484 Wilhelm I.
- 1456–1484 Maximin II. Smassmann
- 1469–1484 Bruno II.

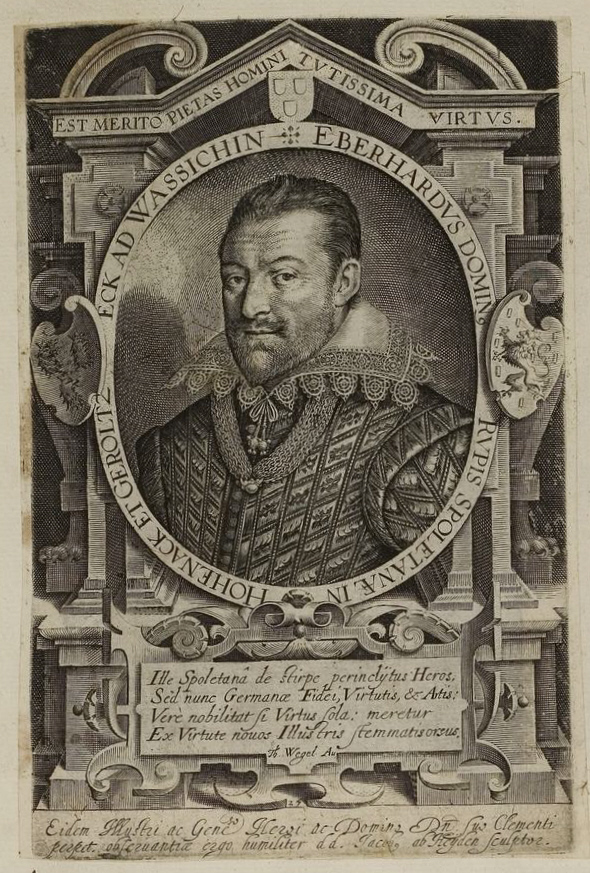
Eberhard zu Rappoltstein, Hohenack und Geroldseck am Wasichen, Kammerherr von Kaiser Matthias, Kupferstich von Jacob van der Heyden

Herren zu Rappoltstein, Hohenack und Geroldseck am Wasichen
- 1484–1507 Wilhelm I.
- 1484–1517 Maximin II. Smassmann
- 1484–1513 Bruno II.
- 1507–1547 Wilhelm II.
- 1547–1585 Egenolf III.
- 1585–1637 Eberhard Georg Friedrich
- 1637–1651 Georg Friedrich

### Der erste (und letzte) Graf zu Rappoltstein 1651–1673

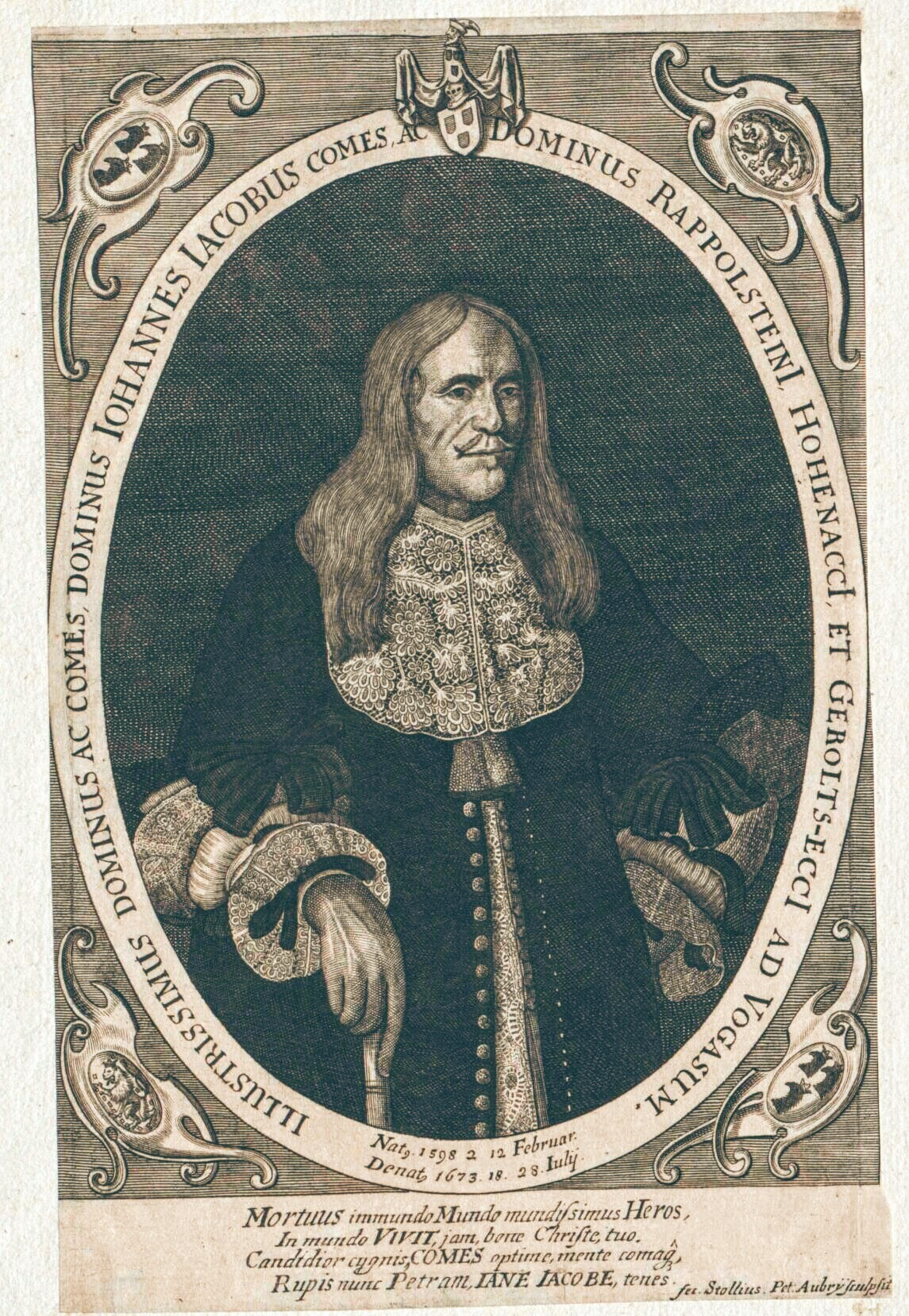
Johann Jacob von Rappoltstein (1598–1673)

Der letzte männliche Erbe des Geschlechts war Johann Jacob (* 2. Februar 1598 in Rappoltsweiler, † 18. Juli 1673 ebenda). Er war auch der erste und der letzte Rappoltsteiner im Mannesstamm, der den Grafentitel trug, der ihm von Kaiser Ferdinand III. verliehen worden war. Sein vollständiger Titel lautete Graf zu Rappoltstein, Herr zu Hohenack und Geroldseck am Wasichen.

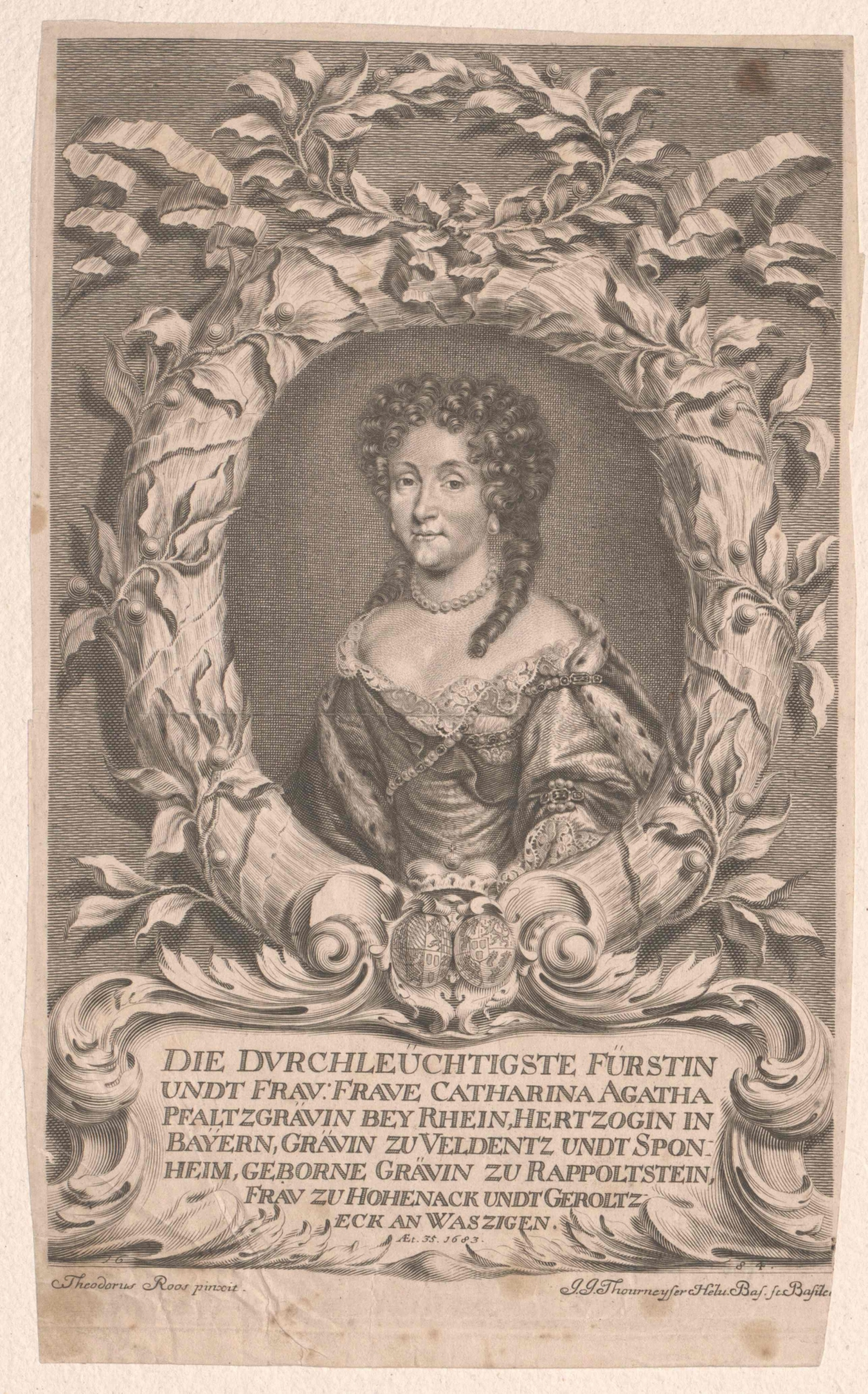
Erbin Catharina Agathe von Rappoltstein, verheiratet von Zweibrücken-Birkenfeld

Zwar waren drei seiner Kinder Söhne, aber alle drei starben kurz nach ihrer Geburt. Durch ein altes kaiserliches Privileg war es den Rappoltsteinern allerdings gestattet, ihren Titel auch an weibliche Nachkommen weiterzugeben, sollten keine männlichen Nachkommen das Erbe antreten können. Die älteste der beiden Töchter Johann Jacobs, Catharina Agathe, wurde somit nach dem Tode ihres Vaters Gräfin zu Rappoltstein, Herrin zu Hohenack und zu Geroldseck am Wasichen. Sie heiratete im Jahr 1667 Christian II., Pfalzgraf von Pfalz-Birkenfeld-Bischweiler, der 1673 auch die Rappoltsteiner Titel annahm.

### Das Haus Pfalz-Birkenfeld-Bischweiler-Rappoltstein 1673–1793
nunmehr auch Grafen zu Rappoltstein, Herren zu Hohenack und Geroldseck am Wasichen
- 1673–1699 Christian II., Pfalzgraf von Pfalz-Birkenfeld-Bischweiler-Rappoltstein
- 1699–1735 Christian III., Pfalzgraf von Pfalz-Birkenfeld-Bischweiler-Rappoltstein, ab 1733 Herzog von Pfalz-Zweibrücken
- 1735–1746 Christian IV., Herzog von Pfalz-Zweibrücken
- 1746–1767 Friedrich Michael, Pfalzgraf von Pfalz-Birkenfeld-Bischweiler-Rappoltstein

Da die beiden Söhne Friedrich Michaels bei seinem Ableben noch nicht volljährig waren, fiel der Titel an Christian IV. zurück.
- 1767–1775 Christian IV.

Nachdem Christian IV. ohne standesgemäße Nachkommen verstorben war, wurde der älteste Sohn Friedrich Michaels, Karl II. August, der Titelträger, überließ aber im folgenden Jahre die Grafschaft Rappoltstein seinem jüngeren Bruder Maximilian Joseph, dem späteren König Maximilian I. Joseph von Bayern.
- 1775–1776 Karl II. August, Herzog von Pfalz-Zweibrücken
- 1776–1793 Maximilian IV. Joseph, Herzog von Pfalz-Zweibrücken; später Kurfürst zu Pfalzbayern, König von Bayern

Maximilian Joseph verlor Rappoltstein aufgrund der Französischen Revolution, da die Besitzungen um Rappoltstein seit 1680/81 unter französischer Souveränität standen. Die vertraglich garantierten quasi-landesherrlichen Rechte gingen durch die Aufhebung der Feudalrechte durch Beschluss der Französischen Nationalversammlung vom 4. August 1789 verloren. Seitdem bestand eigentlich keine „Grafschaft Rappoltstein“ mehr. Den den Grafen gehörigen unmittelbaren Grundbesitz konnte Max Joseph zwar zunächst als einfacher Gutsbesitzer behalten, aber durch die revolutionäre Enteignung der Emigrantengüter ging auch dieser spätestens 1793 de facto verloren. Ihre völkerrechtliche Sanktionierung fanden diese Maßnahmen des revolutionären Frankreich allerdings erst durch den Frieden von Lunéville von 1801.

### Der ‚Anspruchstitel‘ des Hauses Waldeck-Pyrmont (1793–heute)

#### Die verwandtschaftlichen Beziehungen zum Haus Pfalz-Birkenfeld-Bischweiler-Rappoltstein
Anna Elisabeth, eine Tochter von Georg Friedrich (1594–1651), heiratete 1658 Christian Ludwig zu Waldeck, mit dem sie 14 Kinder hatte. Das elfte Kind, Friedrich Anton Ulrich, heiratete 1700 Luise von Pfalz-Birkenfeld-Bischweiler-Rappoltstein, eine Schwester Christians III. Das vierte Kind aus dieser Ehe war Georg, der spätere Träger des Rappoltsteiner Grafentitels.

#### Die Waldeck-Pyrmonter „Grafen zu Rappoltstein“
Die Grafen bzw. Fürsten von Waldeck waren niemals im Besitz der Grafschaft Rappoltstein. Der von ihnen geführte Titel „Graf von Rappoltstein“ war stets nur ein Anspruchstitel aufgrund ihrer Abstammung von einer Tochter eines älteren Bruders, des Grafen Johann Jakob von Rappoltstein. Die Fürsten von Waldeck konnten diesen Anspruch niemals verwirklichen.
- 1793–1813 Georg, Fürst zu Waldeck und Pyrmont
- 1813–1842 Georg Friedrich Heinrich, Fürst zu Waldeck und Pyrmont
- 1842–1893 Georg Victor, Fürst zu Waldeck und Pyrmont
- 1893–1946 Friedrich Adolf Hermann, Fürst zu Waldeck und Pyrmont
- 1946–1967 Josias zu Waldeck und Pyrmont
- seit 1946 Wittekind Adolf Heinrich zu Waldeck und Pyrmont

## Wappen
Das Stammwappen zeigt in Silber drei (2:1) rote Schilde. Auf dem Helm zeigt die Zürcher Wappenrolle einen rot bekleideten Frauenrumpf, der Ingeram-Codex einen mit den roten Schilden bezeichneten, silbern bekleideten Mannesrumpf mit silber gebordetem rotem Spitzhut.

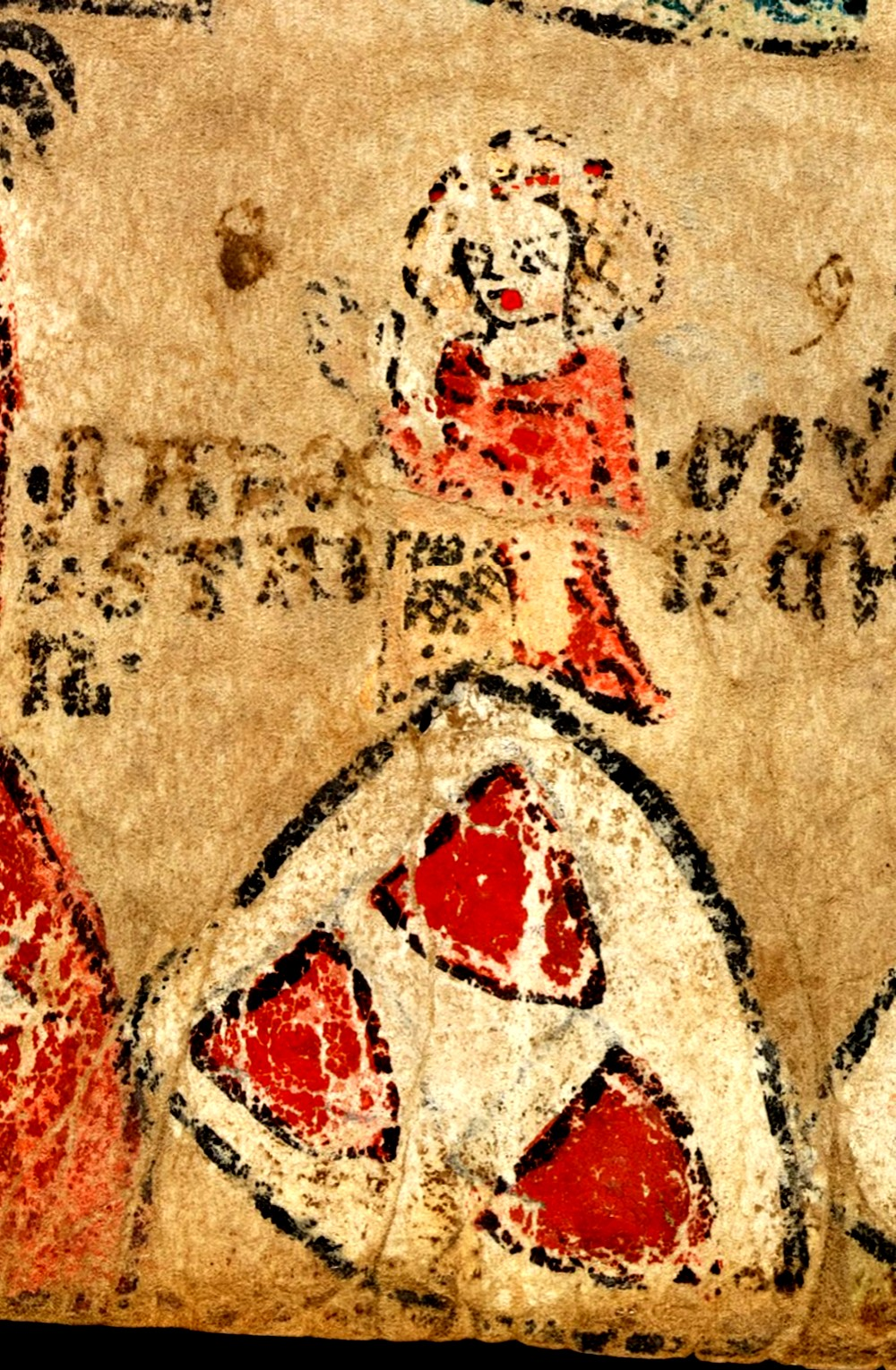
Stammwappen der Rappoltstein (Rabenstein) in der Zürcher Wappenrolle, ca. 1340
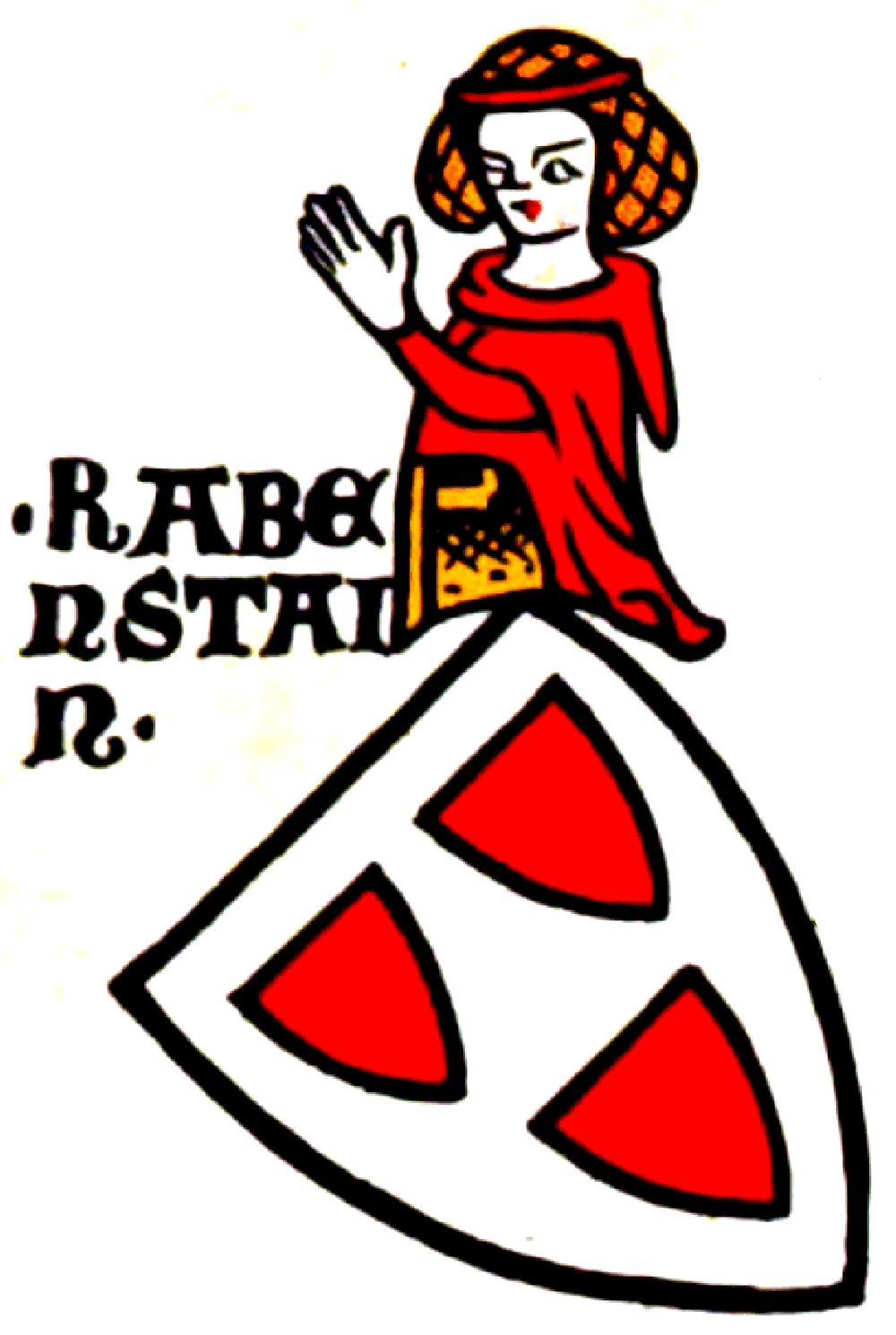
Stammwappen in der Zürcher Wappenrolle nach Runge
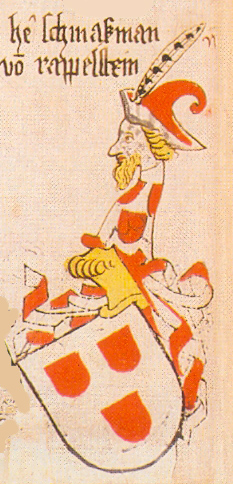
Stammwappen im Ingeram-Codex von 1459
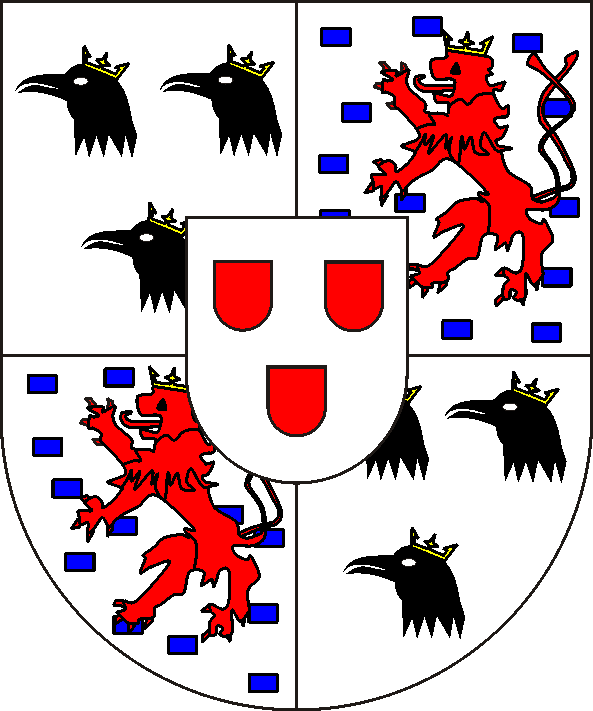
Wappen der Rappoltstein: links oben/rechts unten: Wappen der Herrschaft Hoheneck rechts oben/links unten: Wappen der Herrschaft Geroldseck Mitte: Wappen von Rappoltstein
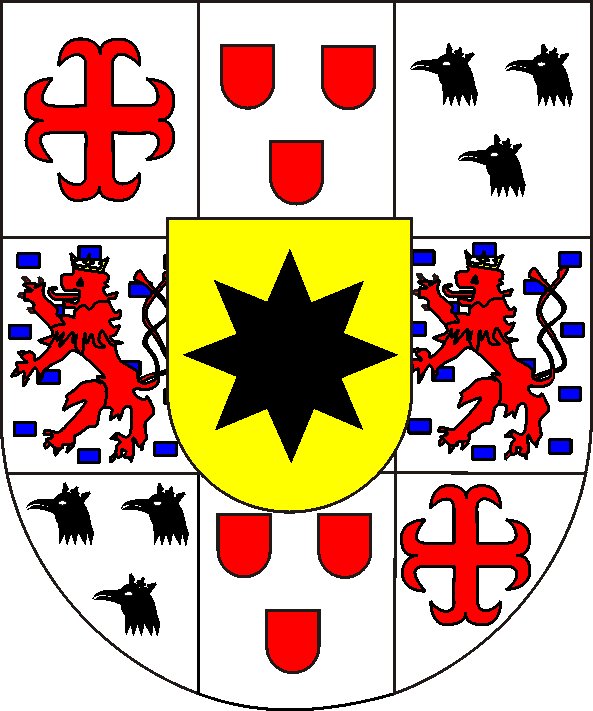
Im Wappen des Hauses Waldeck und Pyrmont findet sich das Wappen von Rappoltstein wieder
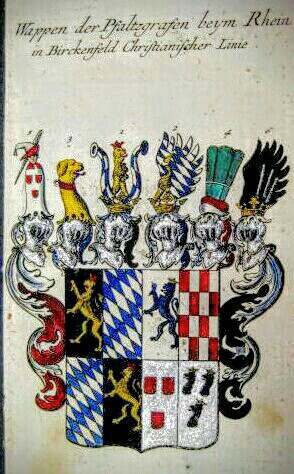
Wappen der Pfalzgrafen und Herzöge zu Birkenfeld nach dem Erbanfall der Grafschaft Rappoltstein